# Siau pitta
De siau pitta (Erythropitta celebensis palliceps)  is een ondersoort van de Sulawesipitta (Erythropitta celebensis) uit de familie van pitta's (Pittidae). Deze pitta werd in 1876 door  Friedrich Brüggemann geldig als soort beschreven, maar werd later vooral als een ondersoort van de Filipijnse pitta of roodbuikpitta (Erythropitta erythrogaster sensu lato) opgevat.  

## Kenmerken
Deze pitta heeft een relatief licht gekleurde kop, meer grijsbruin. De vogel lijkt het meest op de sulawesipitta (E. celebensis) maar heeft een iets minder brede blauwe band op de borst en een dun zwart bandje als afscheiding tussen het blauw en het rood op de bruik.

## Verspreiding en leefgebied
Het is een endemische vogelsoort van de eilanden Siau en Tahulandang uit de Sangihe-eilanden ten noordoosten van Sulawesi (Indonesië). Het is een vogel van bebost gebied die ook voorkomt in oud secundair bos.

## Status
Er is weinig over de vogel bekend. De vogel loopt risico gevangen te worden voor de kooivogel handel en verder is het bosareaal zeer klein op de vulkanisch actieve eilanden. Het leefgebied wordt aangetast door ontbossing waarbij natuurlijk bos wordt omgezet in gebied voor agrarisch gebruik. Om deze redenen staat deze soort als bedreigd op de Rode Lijst van de IUCN.